# Książęco-Biskupi Komitet Pomocy dla Dotkniętych Klęską Wojny
Książęco-Biskupi Komitet Pomocy dla Dotkniętych Klęską Wojny (KBK) – charytatywna organizacja, działająca w latach 1915–1918 w Galicji.

## Historia
Największa w Galicji organizacja samopomocy społecznej, założona na początku 1915 r. w Krakowie przez bp. Adama Stefana Sapiehę. Komitet szybko stworzył struktury terenowe, w postaci delegacji lokalnych i komitetów parafialnych. Istotnym elementem struktury KBK były cieszące się bardzo dużą autonomią działania Delegacje Diecezjalne: Tarnowska (bp Leon Wałęga), Przemyska (bp Józef Sebastian Pelczar) i Lwowska (bp Józef Bilczewski i bp Józef Teodorowicz). Źródłem finansowania akcji KBK były przede wszystkim środki przekazywane przez Komitet Generalny Pomocy Ofiarom Wojny w Vevey (5 463 005 koron) i dochody własne (2 596 338 koron). Komitet prowadził działalność głównie na terenie Galicji, ale także w Królestwie Polskim oraz w całej Przedlitawii. Na szczególną uwagę zasługują sekcje: opieki nad dziećmi i sanitarna. Pierwsza zbudowała sieć ochronek w całej Galicji, druga przeprowadziła szeroką akcję szczepień, chroniąc w ten sposób ludność od wybuchu epidemii.

## Źródła do historii KBK
- Trzy lata działalności KBK. Sprawozdanie Książęco-Biskupiego Komitetu pomocy dla dotkniętych klęska wojny za lata 1915-1917, Kraków 1918, Opolska Biblioteka Cyfrowa - wersja elektroniczna